# Arctic Corsair
Le Arctic Corsair (H320) est un chalutier en eau profonde qui a été converti en un navire musée en 1999. Il est amarré entre Drypool Bridge et Myton Bridge sur la rivière Hull à Kingston-upon-Hull et fait partie des musées de la ville. Les expositions et les guides à bord du bateau racontent l'histoire de l'industrie de la pêche hauturière de Hull.
Ce bâtiment est inscrit au registre du National Historic Ships avec le certificat n°628.

## Histoire
L’Arctic Corsair est le dernier survivant de sidewinder trawlerde Hull, un type de navire qui a formé l'épine dorsale de la flotte de pêche en haute mer. Il a été construit en 1960 au chantier Cook, Welton & Gemmell à Beverley. Il était le deuxième chalutier a moteur diesel construit pour le Boyd Line, le premier étant l'Arctic Cavalier qui avait été lancé le mois précédent. Il a été conçu pour affronter les conditions difficiles rencontrées dans les eaux d'Islande, ayant une coque en acier rivetée plutôt que soudée.
En Septembre 1967, il a été perforé sur son côté tribord dans une collision au large de la côte de l'Écosse avec le charbonnier irlandais Olive dans un épais brouillard. Tentant d'atteindre le port de Wick, il a échoué à Sinclair Bay mais finalement il a pu être réparé sur place et renfloué.
En 1973, ArcticnCorsair a battu le record du monde pour un débarquement de morue et d'aiglefin en provenance de la mer Blanche.

### Guerre de la morue
Le 30 avril 1976 pendant la guerre de la morue, il a percuté le patrouilleur des Garde-côtes d'Islande ICGV Óðinn par la poupe, après que celui-ci ait fait trois tentatives pour l'arraisonner. Avec sa coque trouée en dessous de la ligne de flottaison, et réparé temporairement par la Royal Navy, l'Arctic Corsair est retourné à sa base pour des réparations, le mettant hors service pendant plusieurs mois.

### Fin de service
En 1978, il a été converti pour le chalutage pélagique, et en 1981, mis hors service à Hull. En 1985, il a été retiré de la retraite et reconverti pour la pêche normale. Il a été rebaptisé Arctic Cavalier en 1988. Il a été vendu à la Hull City Council (en) (Mairie de Hull) en 1993, renommé Arctic Corsair à nouveau, et amarré sur le fleuve Hull pour être utilisé comme navire musée.

### Préservation
Après avoir été restauré par des stagiaires et des bénévoles du groupe du patrimoine de la pêche, STAND, le musée flottant a ouvert ses portes au public en 1999. STAND est entré en partenariat avec le conseil municipal pour avoir des bénévoles à la maintenance du navire et agir comme guides touristiques. Aujourd'hui, le navire musée flottant est géré entièrement par des bénévoles, appuyé par le Conseil municipal de Hull. Le navire est ouvert mercredi, samedi et dimanche (et jours fériés) de Pâques à fin octobre. Les visites guidées sont gratuites.